# Anurognathus
Anurognathus je bio rod malenih pterosaura koji su živjeli prije oko 150 milijuna godina, tijekom razdoblja kasne jure (tithonij).
Ludwig Döderlein je 1923. opisao rod Anurognathus i dao mu naziv. Tipična vrsta je Anurognathus ammoni. Naziv roda, Anurognathus, potiče od starogrčkog αν/an- ("bez"), оυρα/oura ("rep") i γναθος/gnathos ("čeljust"), što se odnosi na njegov neobično malen rep u odnosu na ostale ramforinkoide (tj. primitivnije pterosaure). Naziv vrste, ammoni, dat mu je u čast bavarskog geologa Ludwiga von Ammona, iz čije je kolekcije 1922. godine Döderlein pribavio taj fosil.

## Opis
Rod Anurognathus zasniva se na holotipnom primjerku BSP 1922.I.42 (Bayerische Staatssammlung für Palaeontologie und Geologie), koji je pronađen u vapnencu u Solnhofenu. Sastoji se od zdrobljenog, ali gotovo potpunog skeleta na kamenoj ploči. Druga polovina ploče nedostaje, a s njom i većina kostiju: najveći dio skeleta vidljiv je kao otisak na dostupnoj ploči.
Anurognathus je imao kratku glavu s čiodastim zubima prilagođenim lovu na insekte, i, iako se tradicionalno pridružuje grupi dugorepih ramforinkoida, rep mu je bio relativno kratak, što mu je pružalo bolje manevrisanje u lovu. Prema Döderleinu, Anurognathusov kratki rep bio je sličan trtici kod današnjih ptica. U njegove osobine više tipične za ramforinkoide spadaju produženi peti nožni prst, te kratke kosti zapešća i vrat. S procijenjenim rasponom krila od 50 cm i tijelom dugim 9 cm (uključujući i lubanju), njegova težina bila je ograničena: Mark Paul Witton je 2008. procijenio težinu od 40 grama za primjerak s rasponom krila od 35 cm. Peter Wellnhofer je 1975. opisao holotipni primjerak.
Kasnije je pronađen jedan manji primjerak, koji je vjerojatno pripadao neodrasloj jedinci. Njegove dvije suprotne ploče odvojene su i prodane su kolekcionarima; ni jedna ni druga nisu službeno registrirane. S. Christopher Bennet ih je opisao 2007. godine. Drugi primjerak mnogo je potpuniji i bolje sačuvan od prvog. Pokazuje otiske velikog dijela letne membrane, a pod UV-svjetlom i ostatke mišića na bedru i rukama. Taj primjerak pružio je nove informacije u vezi s anatomijom. Lubanja mu je bila vrlo kratka i široka, više široka nego duga. Došlo se do zaključka da je Wellnhofer 1975. neispravno rekonstruisao lubanju, pomiješavši velike očne duplje s fenestrae antorbitales, otvorima u lubanji koji su kod većine pterosaura veći od očnih duplji, ali koji su kod Anurognathusa maleni i postavljeni sprijeda na ravnoj njušci, zajedno s nosnicama. Oči su mu u određenoj mjeri bile okrenute prema naprijed, zbog čega je imao djelomično binokularni vid. Većina lubanje sastojala se od koštanih podupirača. Navodna trtica nije bila prisutna; istraživanje stvarnih devet repnih pršljena umjesto otisaka pokazalo je da oni nisu bili spojeni, ali da su bili jako kratki. Prst krila nije imao četvrtu falangu (phalanges). Prema Bennettu, membrana vidljiva blizu cjevanice pokazivala je da je krilo bilo u dodiru s nožnim člankom i da je zbog toga bilo prilično kratko i široko. Bennett je također ponovo pregledao holotipni primjerak, zaključivši da su kvrge na čeljusti bile pokazatelj da su dlake na njušci bile nakostriješene.
Oskar Kuhn je rod Anurognathus 1937. priključio porodici Anurognathidae. U današnjem kladusu Anurognathidae, Anurognathus je sestrinski takson kladusa Asiaticognathidae, koji sadrži rodove Batrachognathus, Dendrorhynchoides i Jeholopterus.
Prema Döderleinu, Anurognathus je, sa svojim dugim krilima, bio brz letač, koji bi iznenadio svoj plijen, slično kao današnji legnji. Međutim, Bennett je na osnovu otkrića da su mu krila bila kraća, kao i zbog kratkog repa, zaključio da je on bio sporiji leteći grabežljivac, koji se specijalizirao za manevriranje u zraku, dok su mu velike oči bile prilagođene aktivnosti tijekom sumraka i zore. To bi također dokazala vrlo velika savitljivost zglobova prstiju krila.

## U popularnoj kulturi
Anurognathus je prikazan u drugoj epizodi BBC-jeve dokumentarne serije Šetnja s dinosaurima. U toj epizodi živio je u simbiotskoj vezi s dinosaurom Diplodocusom, hraneći se parazitima koji žive na njegovoj koži. Ta, u potpunosti hipotetska simbioza, činila bi ga sličnim jednoj današnjoj ptici koja istu stvar čini s govedima u Africi (rod Buphagus).
Anurognathus je prikazan i u petoj epizodi ITV-jeve zn znanstvenofantastične serije Primeval. Tu je Anurognathus greškom prikazan kao životinja iz kasnokredskog perioda (prije oko 85 milijuna godina) s ponašanjem sličnim piranjama. Producenti su Anurognathusu dodijelili izuzetno oštar njuh, kojim može nanjušiti krv na udaljenosti od više stotina metara. Jedno jato je pojelo meso s jedne strvine u nekoliko minuta, što je ponašanje koje se kosi s anatomskim dokazima da se ta vrsta hranila insektima, slično kao današnje žabouste. Te izmjene napravljene su radi dramatičnog učinka. Anurognathus se ponovo pojavio u petoj epizodi pete sezone.